# Остер-Орштет
Остер-Орштет (њем. Oster-Ohrstedt) општина је у њемачкој савезној држави Шлезвиг-Холштајн. Једно је од 132 општинска средишта округа Нордфризланд. Према процјени из 2010. у општини је живјело 654 становника. Посједује регионалну шифру (AGS) 1054101.

## Географски и демографски подаци
Остер-Орштет се налази у савезној држави Шлезвиг-Холштајн у округу Нордфризланд. Општина се налази на надморској висини од 18 метара. Површина општине износи 11,3 km². У самом мјесту је, према процјени из 2010. године, живјело 654 становника. Просјечна густина становништва износи 58 становника/km².